# ماهوی
ماهویه مرزبان مرو در زمان یزدگرد سوم بود. در کتب تاریخی نام ماهویه به عنوان یکی از عاملان قتل یزدگرد سوم آمده است. در مورد نحوهٔ قتل یزدگرد سوم بیش و کم و با جزئیات ضد و نقیض در کتاب تاریخ طبری نقل شده بیشتر این روایت‌ها به حیله و نیرنگ ماهویه در این ماجرا اشاره دارد.

## حیله ماهویه برای دور کردن فرخزاد از یزدگرد
طبری می‌نویسد یزدگرد آنگاه که به خراسان آمد، همراه برادر رستم فرخزاد بود. ماهویه به نیزک طرخان نامه نوشت و خبر داد که یزدگرد به فرار پیش وی آمده و از طرخان دعوت کرد که تا با همدستی یکدیگر یزدگرد را اسیر کنند یا بکشند یا بر سر وی با عربان صلح کنند. قرار بر این شد که اگر به کمک طرخان این طرح عملی شود ماهویه هر روز هزار درهم به طرخان بپردازد. ماهویه از طرخان خواست که به یزدگرد نامه بنویسد و ترتیبی را فراهم کند که سپاهیان یزدگرد از اطراف او دور بشوند. قرار بر این شد که در نامه ذکر شود که طرخان قصد دارد با یزدگرد بر ضد دشمنان عرب همکاری کند و در دفع آن‌ها با او یاری کند. طرخان به یزدگرد اطلاع داد که قصد دیدار او را دارد اما شرط کرد که اول باید یزدگرد فرخزاد را از خود دور کند. چون نامه به دست یزدگرد رسید، بزرگان مرو را پیش خواند و با آن‌ها مشورت کرد. سنگان گفت «رأی من اینست که به هیچ وجه سپاه و فرخزاد را از خود دور نکنی.» امّا ماهویه گفت «رأی من اینست که دوستی و خواست نیزک طرخان را بپذیری.» یزدگرد نظر ماهویه را پذیرفت و سپاه را از خویش جدا کرد و به فرخزاد دستور داد به سرخس برود. فرخزاد به‌شدت با تنها گذاشتن یزدگرد مخالفت کرد و به ماهویه پرخاش کرد و گفت «ای شاه‌کشان! دو شاه ایران را کشتید. من می‌دانم که شما قصد دارید که یزدگرد را هم بکشید.» فرخزاد حاضر به ترک یزدگرد نبود تا اینکه یزدگرد به خط خود نامه‌ای برای او نوشت تا او را از نگرانی درآورد بدین مضمون که «من خود شهادت می‌دهم که تو یزدگرد و خانوادهٔ او را به ماهویه مرزبان مرو سپردی.»

## دیدار یزدگرد با نیزک طرخان
یزدگرد مصمّم بود که با نیزک طرخان ملاقات کند. وقت دیدار ماهویه به او گفت که با سلاح به دیدار نیزک طرخان نرود چون مشکوک می‌شود و می‌گریزد. یزدگرد با تعدادی از یاران و همراهانی که ماهویه برای او انتخاب کرده بود، به نزد طرخان در محلی میان دو مرو که حلسدان نام داشت، رفت. گفتگو بین دو طرفین در حالی انجام می‌گرفت که هر دو سوار بر اسب بودند. در این دیدار نیزک طرخان به یزدگرد پیشنهاد ازدواج با یکی از دخترانش را داد و این پیشنهاد با واکنش شدید و خشم یزدگرد روبرو شد. طرخان که مسلح بود با شمشیر ضربتی بر یزدگرد زد. یزدگرد فریاد کرد و او را نامرد خیانتکار خواند و با اسب از محل گریخت.

## پناه بردن یزدگرد به خانهٔ آسیابان
یزدگرد در سرزمین مرو به خانهٔ آسیابانی رفت و سه روز بدون اینکه لب به غذا بزند، در آنجا بود. یکی از کسانی که گندم برای آسیابان آورده بود، وصف او را از آسیابان شنید و به ماهویه که همه جا به دنبال یزدگرد می‌گشت، اطلاع داد. ماهویه به مأمورانش دستور داد به خانهٔ آسیابان رفته و یزدگرد را کشته و جسد را به رود مرو بیندازند اما آسیابان هر چه شکنجه شد، حاضر نشد تا جای پنهان شدن یزدگرد را به فرستادگان ماهویه نشان بدهد تا اینکه یکی از مأموران متوجه شد که گوشه‌ای از لباس یزدگرد در آب رود دیده می‌شود. او یزدگرد را که در آب رود نهان شده‌بود، از محل اختفایش بیرون آورد.

## مرگ یزدگرد
یزدگرد به او پیشنهاد کرد که جواهرات همراهش را به او بدهد تا در عوض مأمور از کشتن او صرفنظر کند اما مرد نپذیرفت و درخواست کرد که به جای جواهرات چهار درهم به او بدهد که این مقدار پول همراه یزدگرد نبود. یزدگرد در جواب محبت آسیابان گوشواره‌اش را به او بخشید و به مأموران گفت «وای بر شما! در کتابهایمان دیده‌ایم که هر که جرئت قتل پادشاهان کند، خدایش در این دنیا دچار مصیبت کند و علاوه بر آن در دنیای دیگر او را عذاب کند. مرا نکشید و پیش مرزبان ببرید یا پیش عربان فرستید که از شاهانی مانند من، شرم می‌کنند.» آن‌ها جواهرات او را بگرفتند و بعد از خفه کردنش او را به رود مرو انداختند. جسد در رود جاری شد تا به چوبی گیر کرد پس از آن اسقف مرو که مسیحی نصرانی بود او را بیافت و شناخت و جسد را از رودخانه بیرون کشیده و در پارچه‌ای مشک آلود پیچید و در تابوتی نهاده و دفن کرد.
ماهویه هنگام تحویل گرفتن جواهرات متوجه شد که گوشواره یزدگرد مفقود شده است و یابندهٔ یزدگرد را چنان زد که جان داد. سپس آنچه را به دست آمده بود، پیش خلیفهٔ وقت فرستاد و خلیفه غرامت گوشوارهٔ مفقود را از ماهویه گرفت.

## ماهوی در شاهنامه
ماهوی یا ماهوی سوری، مرزبانِ نیرنگ بازِ مرو بود که چون یزدگرد سوم پس از شکست از سپاه سعد وقاص به مرو گریخت، به بیژن نامه نوشت و او را به نبردِ یزدگرد خواند.
بیژن، پور (پسر) خویش یعنی برسام را با سپاهیان به جنگ شاه فرستاد.
یزدگرد پس از سه روز کارزارِ سخت به آسیابی در مرو پناه برد. آسیابان ماهوی مرزبان را آگاه نمود و ماهوی فرمان مرگِ شاه را به آسیابان داد و خود، خویشتن را «شاهنشاه ایران» خواند.
ماهوی سپس برای به‌دست آوردنِ سرزمین‌های سمرقند و بخارا و چاچ با بیژن به جنگ برخاست، امّا دیری نپایید که از بیژن شکستی سخت خورد.
به فرمان بیژن، ماهوی و دودمان او را، به آتش سپردند.
حکیم فردوسی در شاهنامهٔ خویش چندین بار از ماهوی سوری نام بُرده است که بیت زیر، یکی از آن جمله است:
| کنارنگ مرو است ماهوی نیز |  | ابا لشکر و پیل و هرگونه چیز |

از ماهوی همچنین در فرازی از شاهنامه که به مهرنوش (در داستان ماهوی سوری) می‌پردازد نیز، یاد شده است.